# Musaranya d'ungles llargues
La musaranya d'ungles llargues és una espècie de musaranya. Els adults pesen menys de 20 g i tenen el cos de 54-97 mm, amb una cua de 40-53 mm. Viu als altiplans del nord-est asiàtic, incloent-hi el nord-est de Corea del Nord.